# Clark Ádám tér
Clark Ádám tér (pl. Plac Adama Clarka) – plac w budzińskiej części Budapesztu, w dzielnicy Várkerület, na osiedlu Víziváros. Położony jest między budzińskim przyczółkiem Mostu Łańcuchowego, a wlotem do tunelu pod Górą Zamkową. Nazwa placu pochodzi od szkockiego projektanta i budowniczego Mostu Łańcuchowego i tunelu, Adama Clarka.

## Położenie
Granice: Fő utca 1. i 2., Hunyadi János út 1. i 2., Alagút, Sikló utca 1. i 2., Lánchíd utca 1. i 2., Most Łańcuchowy. 

## Warto zobaczyć
Na placu stoi pomnik zerowego kilometra, od którego odliczane są kilometry głównych dróg na Węgrzech o jednocyfrowym oznaczeniu (oprócz drogi krajowej nr 1 rozpoczynającej się na BAH-csomópont i mającej swój początek w Székesfehérvárze drogi krajowej nr 8. Znajduje się tam również dolna stacja kolejki linowej Budavári sikló, która górną stację ma na Wzgórzu Zamkowym.

## Historia
W latach 60. XIX wieku nazywano go placem Teatru Narodowego (Népszínház tér) od stojącego tu Budzińskiego Teatru Narodowego (Budai Népszínház), od połowy lat 70. XIX w. placem Mostu Łańcuchowego (Lánchíd tér), a od 1912 r. placem Adama Clarka. Od 1907 r. pod placem przebiega linia tramwajowa. 
Plac Adama Clarka był pierwszym całkowicie neorenesansowym placem Budapesztu. W budynkach przy placu działało Towarzystwo Mostu Łańcuchowego (Lánchíd Társaság) w Pałacu Mostu Łańcuchowego (Lánchíd Palota), Budziński Teatr Narodowy oraz Budzińska Kasa Oszczędności (Budai Takarékpénztár). Gmach Kasy, zaprojektowany przez Miklósa Ybla, został zbombardowany w czasie II wojny światowej, a w czasie budowy ronda w 1949 r. został całkowicie rozebrany. Od tamtej pory na jego miejscu jest pusta działka. Z pierwotnych budynków pozostał jedynie Pałac Mostu Łańcuchowego. 
Plac i otoczenie pomnika Zerowego Kilometra odnowiono w lipcu 2014 r.

## Galeria

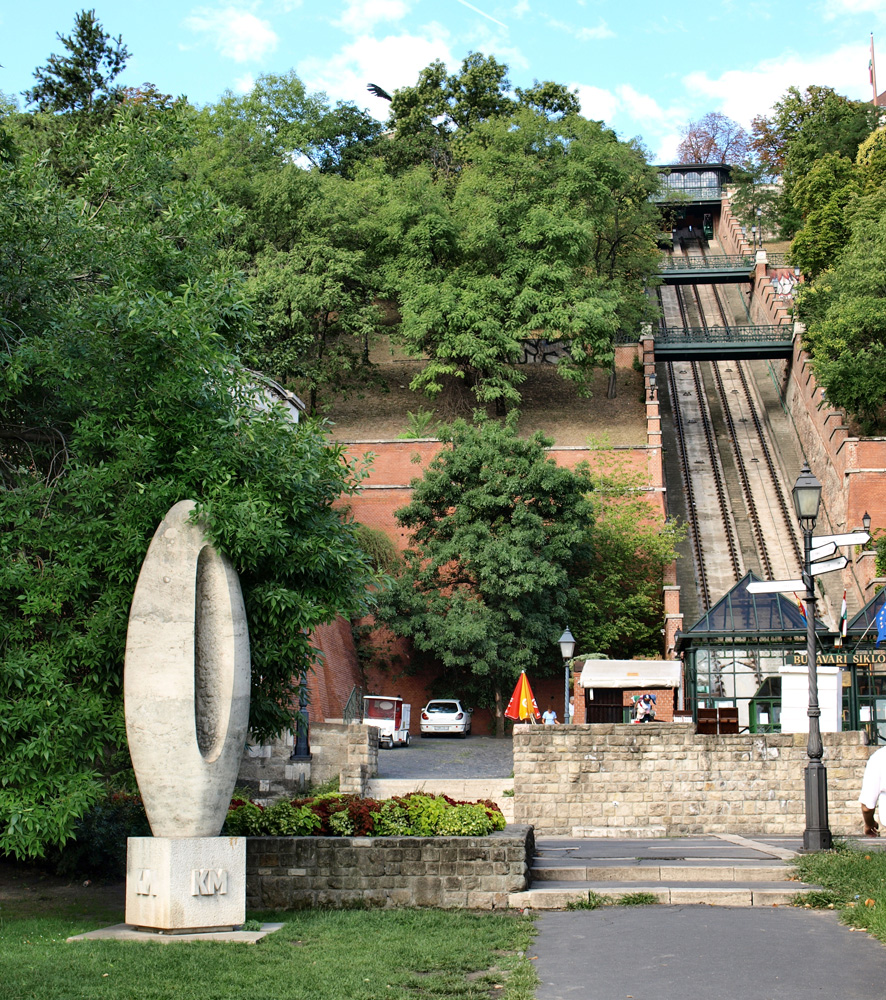
Zerowy kilometr przy wlocie do tunelu pod Wzgórzem Zamkowym. W tle widoczna kolejka Budavári sikló (2007)
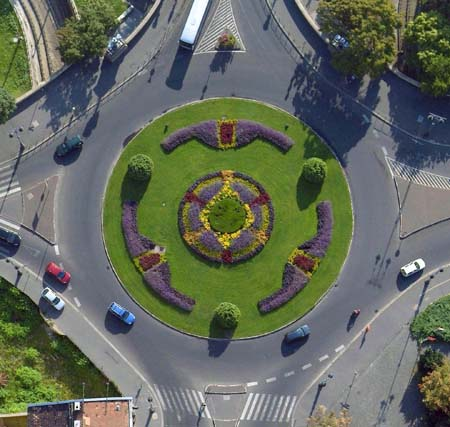
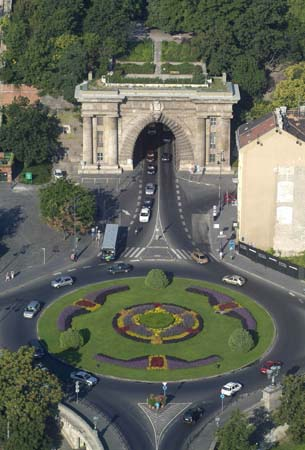
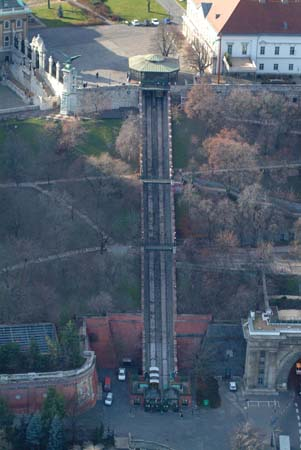
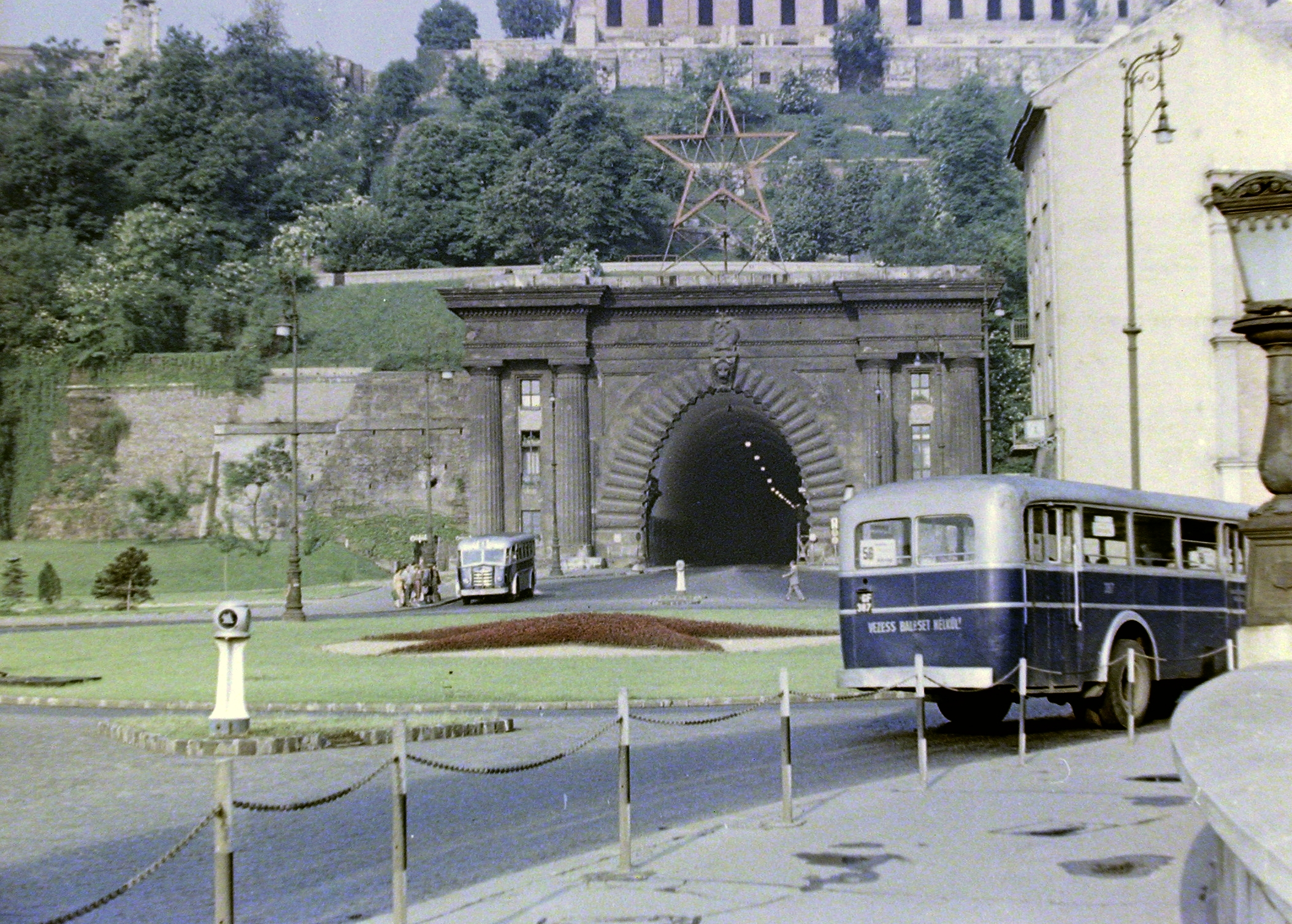
Widok z 1958 r.
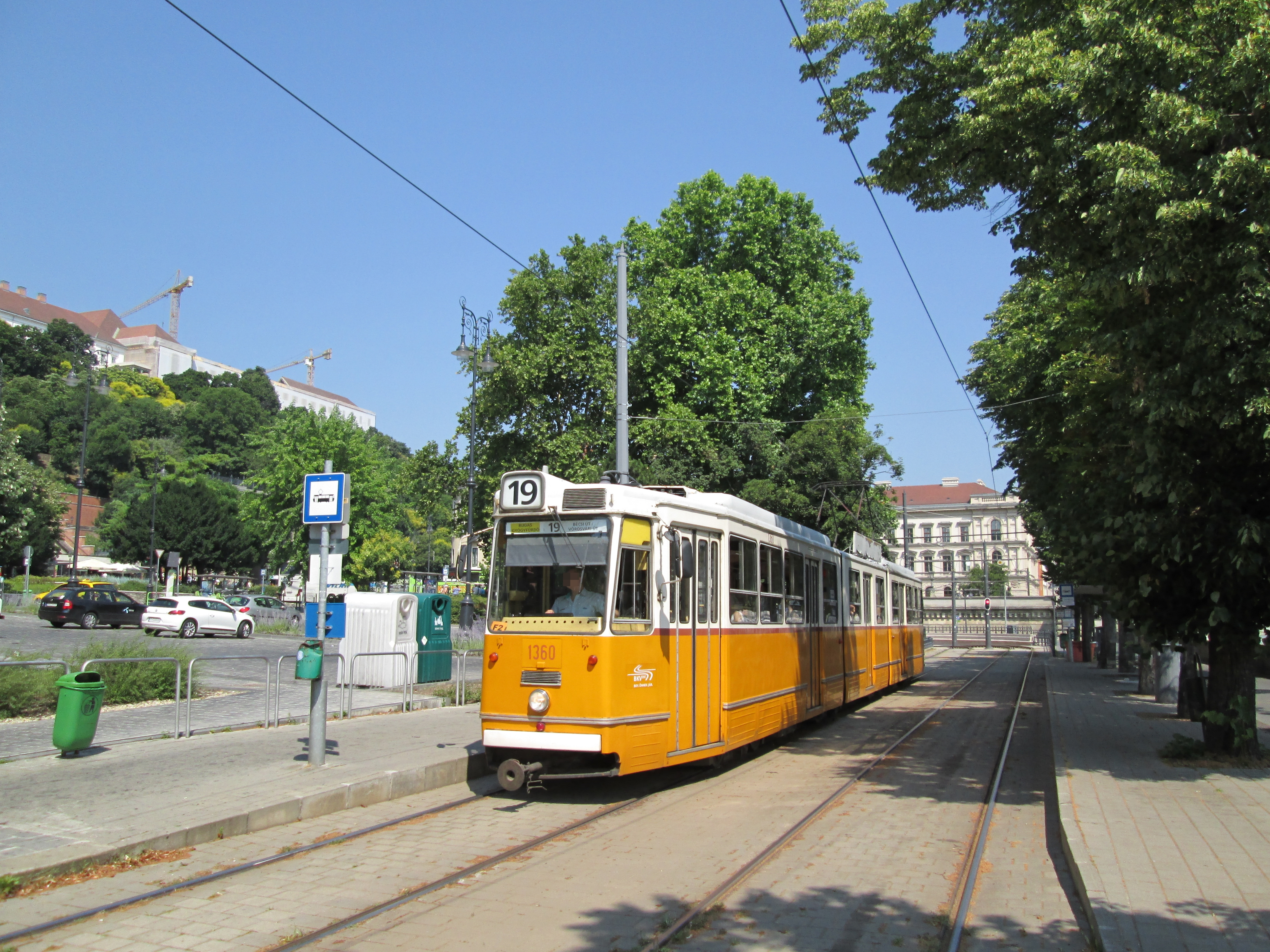
Tramwaj linii 19 na placu Adama Clarka (2016)
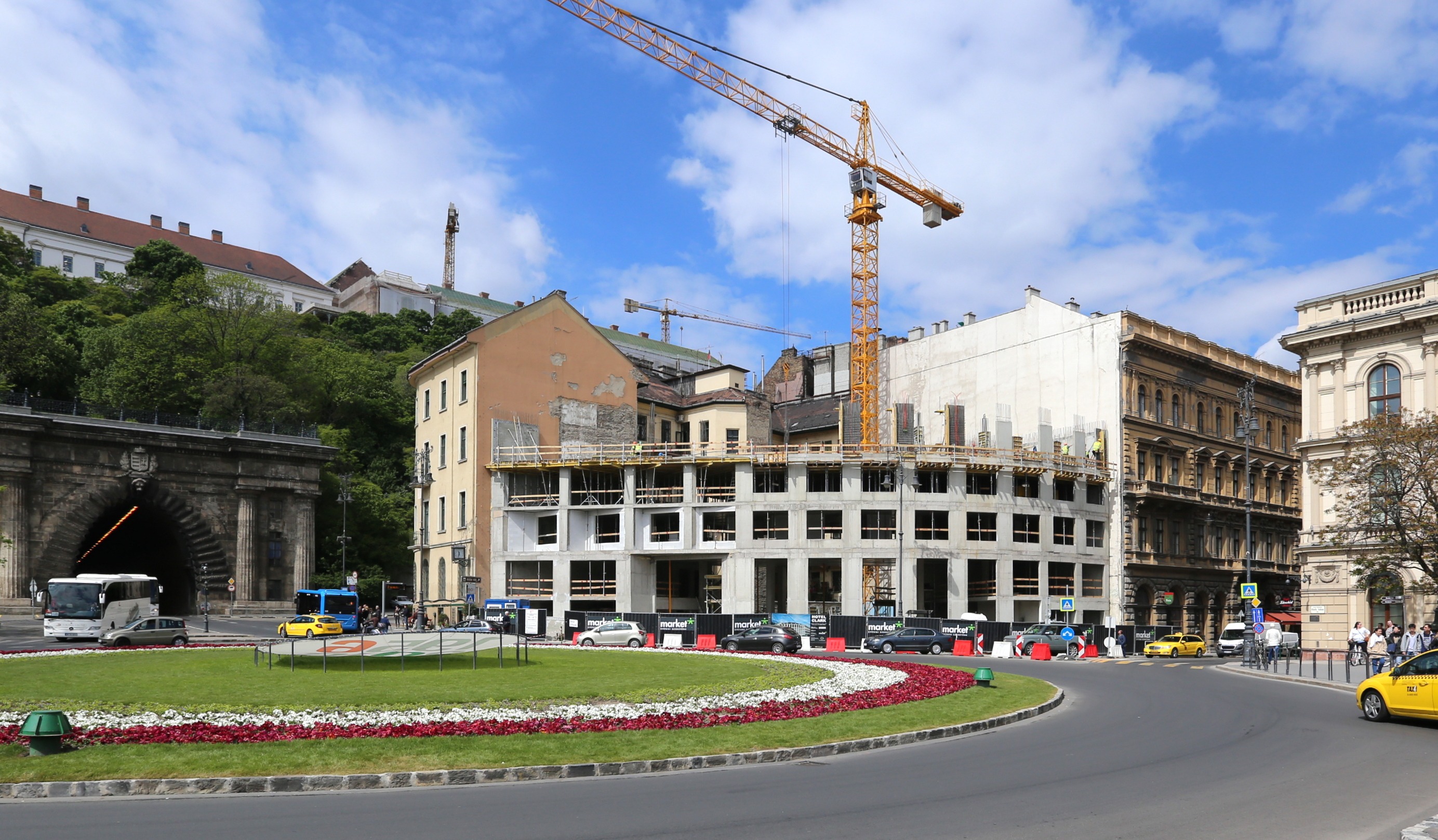
Hotel Clark w budowie (2017)
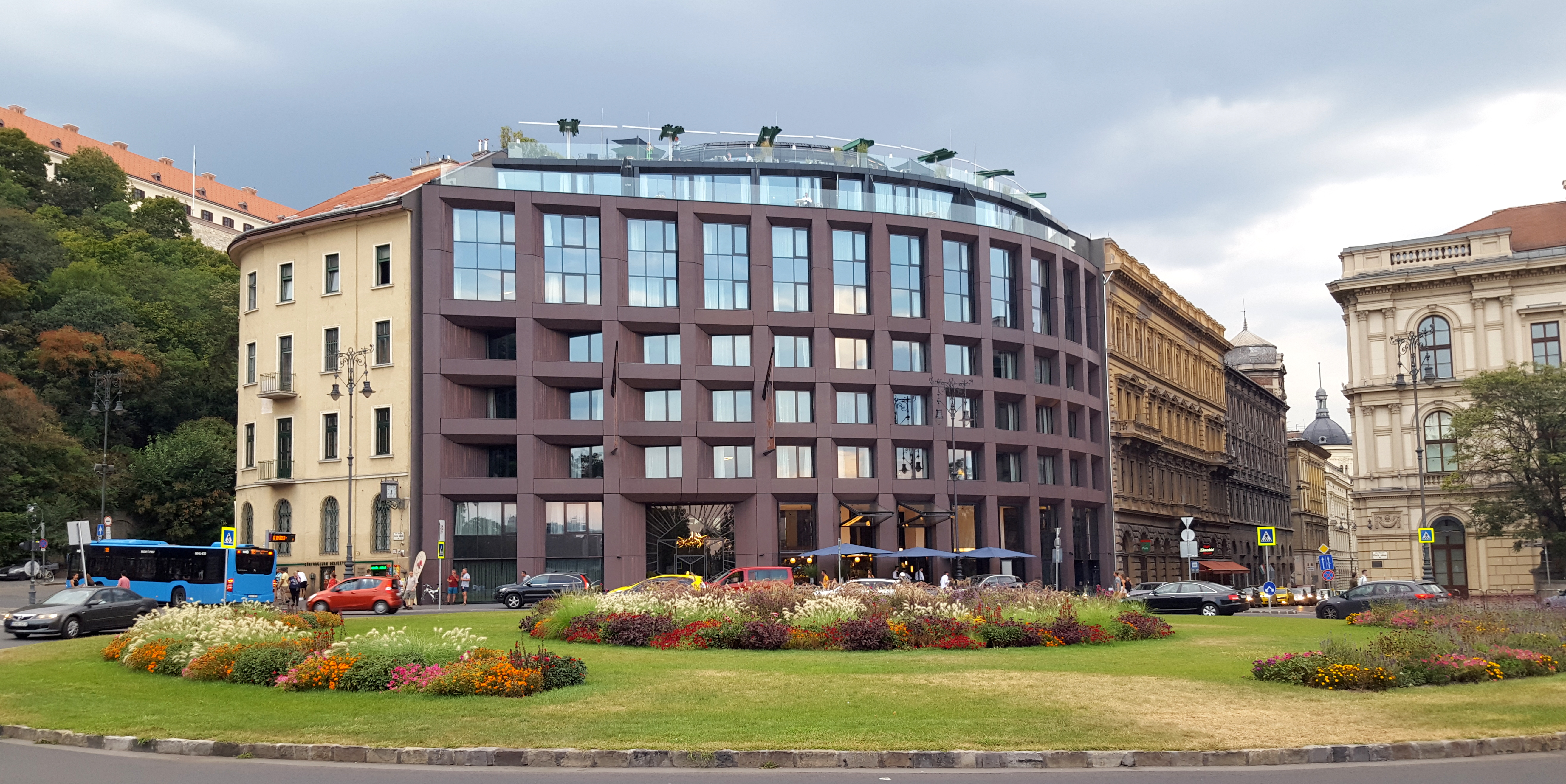
Hotel Clark (2018)